# Oru (stacja kolejowa)
Oru – stacja kolejowa w dzielnicy Oru, w miejscowości Kohtla-Järve, w prowincji Virumaa Wschodnia, w Estonii. Położona jest na linii Tallinn - Narwa. 

## Historia
Stacja powstała w czasach carskich na Kolei Bałtyckiej. Nosiła wówczas nazwę Orro (ros. Орро).

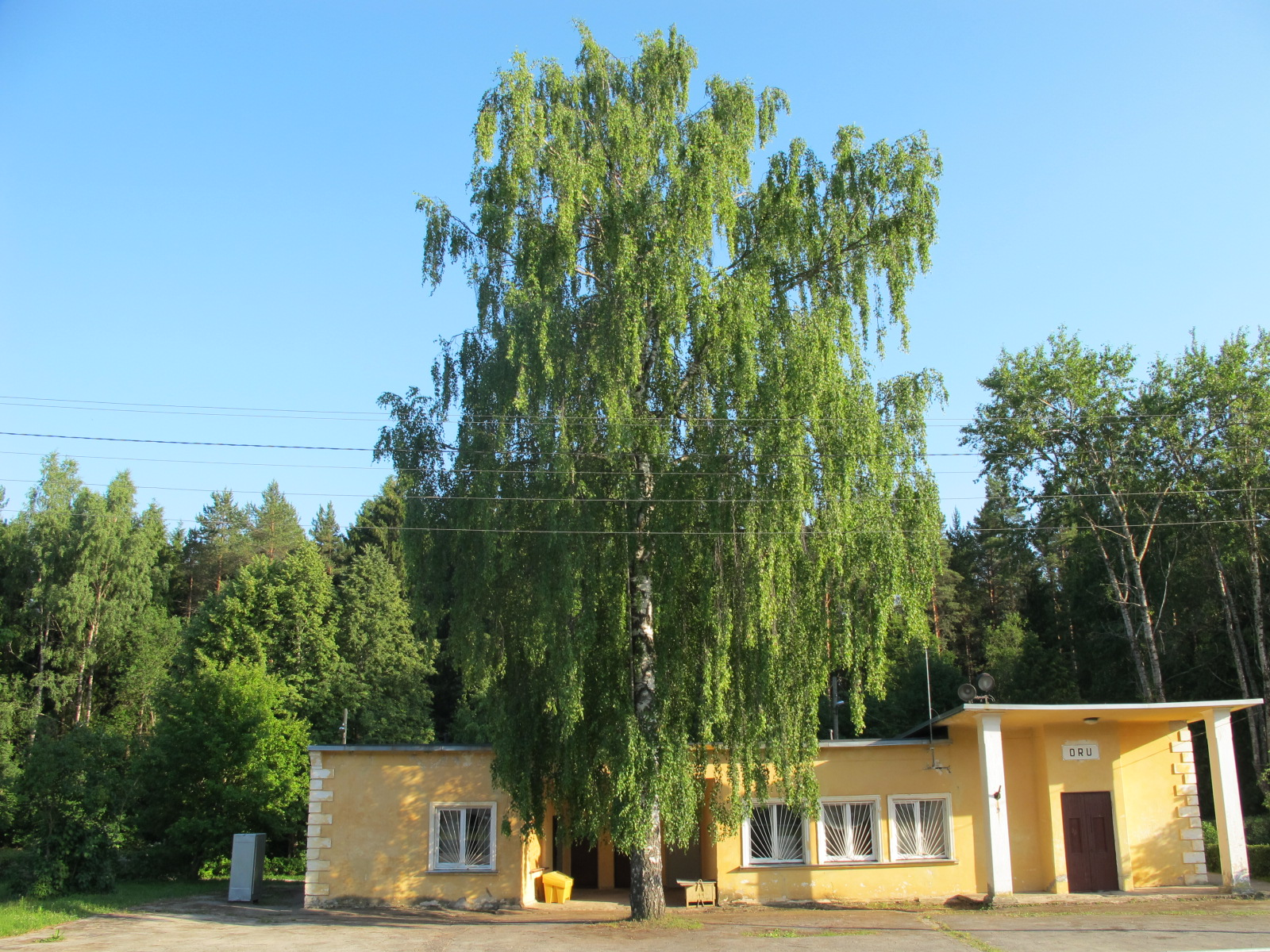
budynek stacyjny